# Helicosporiates pirozynskii
Helicosporiates pirozynskii — це викопний гриб з еоцену, що належить до монотипового роду  Helicosporiates.